# Острів (Тернопільський район)
О́стрів —село в Україні, у Великоберезовицькій селищній громаді Тернопільського району Тернопільської області. Розташоване на річці Серет, південне передмістя Тернополя (7 км від центру міста). До 2020 року адміністративний центр Острівської сільської ради.
Населення — 1732

## Історія

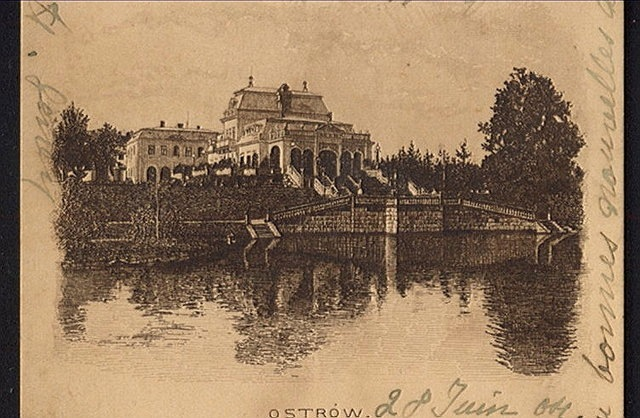
Палац сім'ї Баворовських

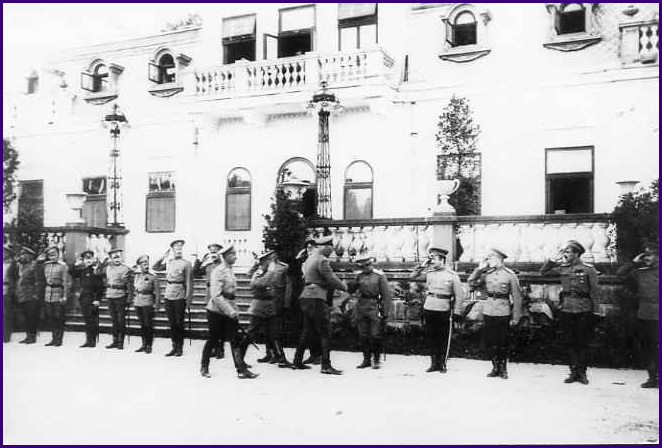
Представлення чинів відділу генерал-квартирмейстра великому князю Георгію Михайловичу перед палацом Баворовських. За великим князем — командувач 11-ї Армії, Генерал від інфантерії Д. Щербачов, (на першому плані зліва). 1915.

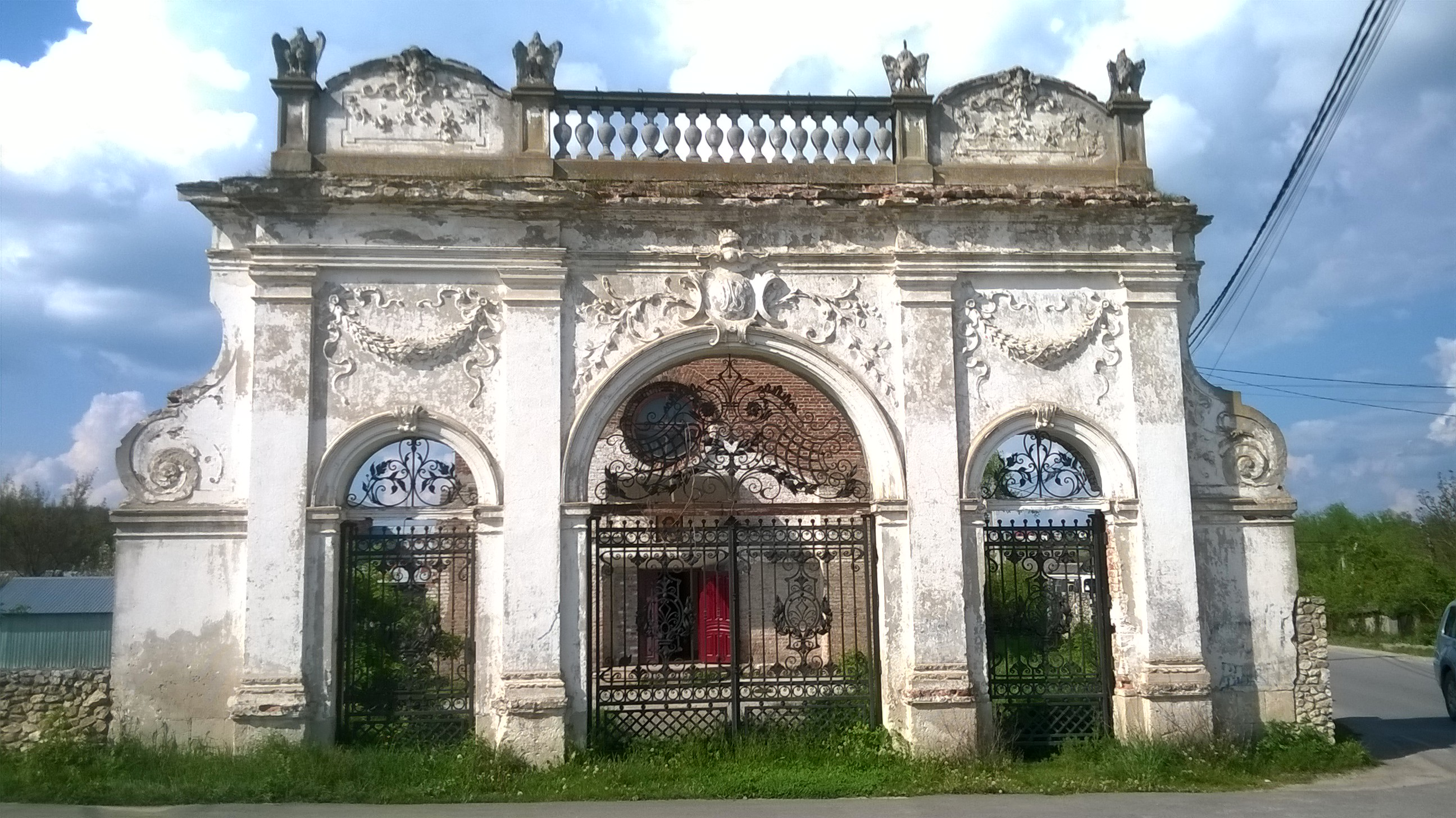
Брама палацу Баворовських

Поблизу села виявлено археологічні пам'ятки черняхівської культури.
Перша писемна згадка — 1431 року як власність Грицька Кердейовича.
У 1581 році згадане як містечко — власність Миколая Баворовського. Дідич — військовик, командував обороною замку в містечку під час нападу татар.
На початку XIX ст. пожежа знищила всі будівлі.
У другій половині ХІХ ст. — село у складі Тернопільського повіту Галичини. Згадується краєзнавцем А.Шнайдером у списку «підупалих містечок». Мало власну символіку — печатку з зображенням двох кіс, поставлених вертикально, і написом "GMINA OSTROW" (Центральний державний історичний архів України у Львові. — Ф. 178. — Опис 2. — Спр. 2482. — Арк. 29).
У 1915 під час Першої світової війни в палаці сім'ї графів Баворовських розташовувався штаб 11-ї Армії Південно-Західного фронту. При відступі російських військ влітку 1917 палац було зруйновано.
Діяли «Просвіта», «Сокіл», «Луг», «Сільський господар», «Рідна школа» та інші товариства, кооператива.
У 1939 році в селі проживало 673 особи, з них 425 поляків (63,2%) та 248 українців (36,8%).
Восени 1944 р. було організовано Острівський СКВ (Самооборонні Кущові Відділи). Командиром сільського куща – боївки, було призначено бійця УПА із розформованої Тернопільської сотні “Буйні” Михайла Качуровського (“Пугач”).
10 вересня 2015 року мешканці села перекрили автомагістраль поблизу села (на перехресті «Острів-мясокомбінат») на знак протесту проти «дерибану» земельних ділянок, який виник у селі.
12 червня 2020 року, відповідно до розпорядження Кабінету Міністрів України № 724-р «Про визначення адміністративних центрів та затвердження територій територіальних громад Тернопільської області» увійшло до складу Великоберезовицької селищної громади.
19 липня 2020 року, в результаті адміністративно-територіальної реформи та ліквідації Тернопільського району, село увійшло до складу новоутвореного Тернопільського району.

## Населення
Згідно з переписом УРСР 1989 року чисельність наявного населення села становила 1591 особа, з яких 745 чоловіків та 846 жінок.
За переписом населення України 2001 року в селі мешкала 1721 особа.

### Мова
Розподіл населення за рідною мовою за даними перепису 2001 року:
| Мова       | Відсоток |
| ---------- | -------- |
| українська | 99,80 %  |
| російська  | 0,20 %   |

## Соціальна сфера
Діють ЗОШ І-ІІІ ступенів, клуб, бібліотека, фельдшерсько-акушерський пункт, музична школа, народний хор «Журавка», танцювальний колектив «Острівчаночка», кімната-музей Василя Ярмуша, фермерське господарство, цегельний завод, дзеркальний, ковбасний і паркетний цехи, торговельний заклади, супермаркет.
Також на території села розташовані: ВАТ «Тернопільський м'ясокомбінат», ДП «Тернопільський державний завод по виробництву МКБ Ветсанзавод», Тернопільський завод швидкозаморожених продуктів ТОВ «СІМ-СІМ», філія «Тернопільський доркомплект» та ще близько вісімдесяти підприємств.
Діє футбольна команда «ФК Острів». Сільські діти беруть участь у ансамблі «Диво-струни».

## Транспортне сполучення

5-та маршрутка на зупинці в Острові

Поблизу села розташована вузлова залізнична станція Березовиця-Острів, відкрита в 1896.
У село на вул. Шкільну регулярно курсує міський маршрут № 5 із села до вул. Лучаківського (мікрорайон «Дружба»).
Також через Острів проходить маршрутне таксі Тернопіль — Буцнів.

## Пам'ятки

### Церква

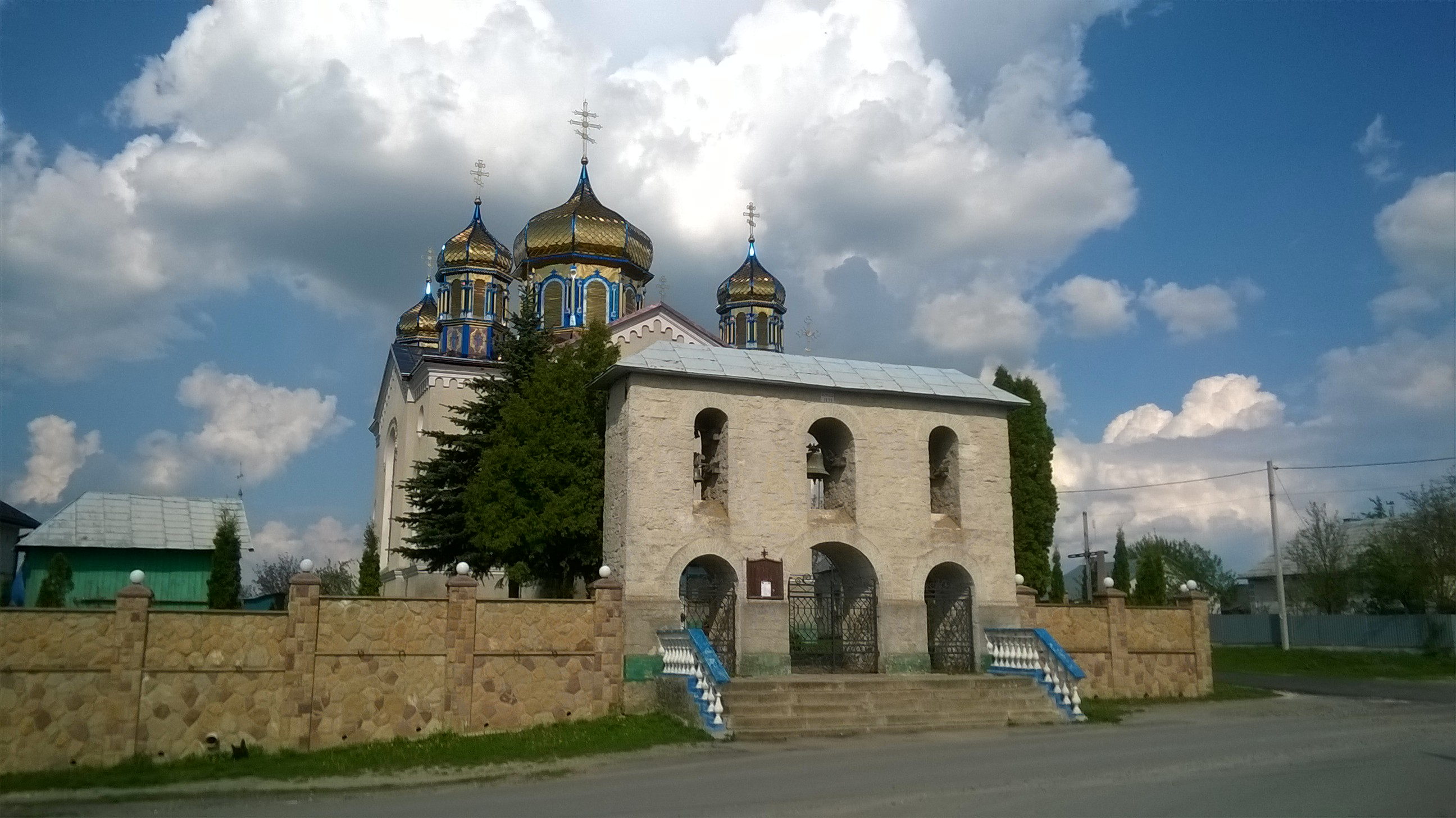
Церква Архістратига Михаїла (1878р.)

Є церква святого Архістратига Михаїла (1878 р., мурована, розписав Корнило Устиянович, відреставрована, у селі діє духовий оркестр, як і у 1930-ті роки, капличка Божої Матері (з «фігурами» Божої Матері та Ісуса Христа) над джерелом, яке в народі називають цілющим; 2003 р. розпочато будівництво церкви св. Софії Премудрості Божої та мучеників-ісповідників.

### Пам'ятники
Споруджено пам'ятник воїнам-односельцям, полеглим у німецько-радянській війні, встановлено пам'ятний знак на честь скасування панщини, меморіальну табличку Миронові Кордубі (1996 р., скульптори Я. Любий, Олександр Маляр, Дмитро Пилип'як), насипано символічну могилу УСС (1995 р.).

### Джерело
В Острові є гідрологічна пам'ятка природи місцевого значення «Острівське джерело», розташоване неподалік річки Серет. Вода у джерелі є однією із найчистіших у Тернопільській області і містить багато іонів срібла.

## Сьогодення
Протягом останніх 10 років село активно розбудовується сучасними будинками в районі вул. Шкільної.
Взимку 2012 року в Острові проведено реконструкцію повітряних ліній електропередач з використанням самоутримних ізольованих проводів напругою до 1 кВ, також замінені на нові усі трансформаторні підстанції й електроопори.
Усі вулиці села освітлені.
В Острові є оптоволоконні мережі високошвидкісного інтернету.

## Відомі люди

### Народилися
- Дмитро Підручний - український біатлоніст, чемпіон світу, чемпіон та призер Зимової універсіади, призер чемпіонатів Європи з біатлону, учасник та призер етапів кубка світу з біатлону. Учасник збірної України з біатлону на Зимових Олімпійських іграх у Сочі в 2014 році та на Зимових Олімпійських іграх у Пхьонхані в 2018 році.
- Богдан Антків (1915–1998) — музичний діяч, батько Зиновія-Богдана Антківа та брат Михайла Антківа
- Зиновій-Богдан Антків (1942–2009) — диригент Державної академічної чоловічої хорової капели України ім. Ревуцького, народний артист України, син Анткова Богдана Михайловича,
- Борис Гуменюк (*1965) — український поет,
- Осип Волинець (*1917) — громадський діяч,
- Григорій Дзюбановський (1893 — рік смерті невідомий) — промисловець,
- Мирон Кордуба (1876–1947) — історик, літературознавець, письменник,
- Василь Ярмуш (1940–1976) — поет, прозаїк.
- Єжи Баворовський (1870–1933, Львів) — граф, польський парламентар, дідич, почесний громадянин міст Теребовля, Будзанів, похований у Боложинові[9].

### Проживали
- Марія Куземко (нар. 1948) — письменниця, громадсько-політична діячка.

## Галерея

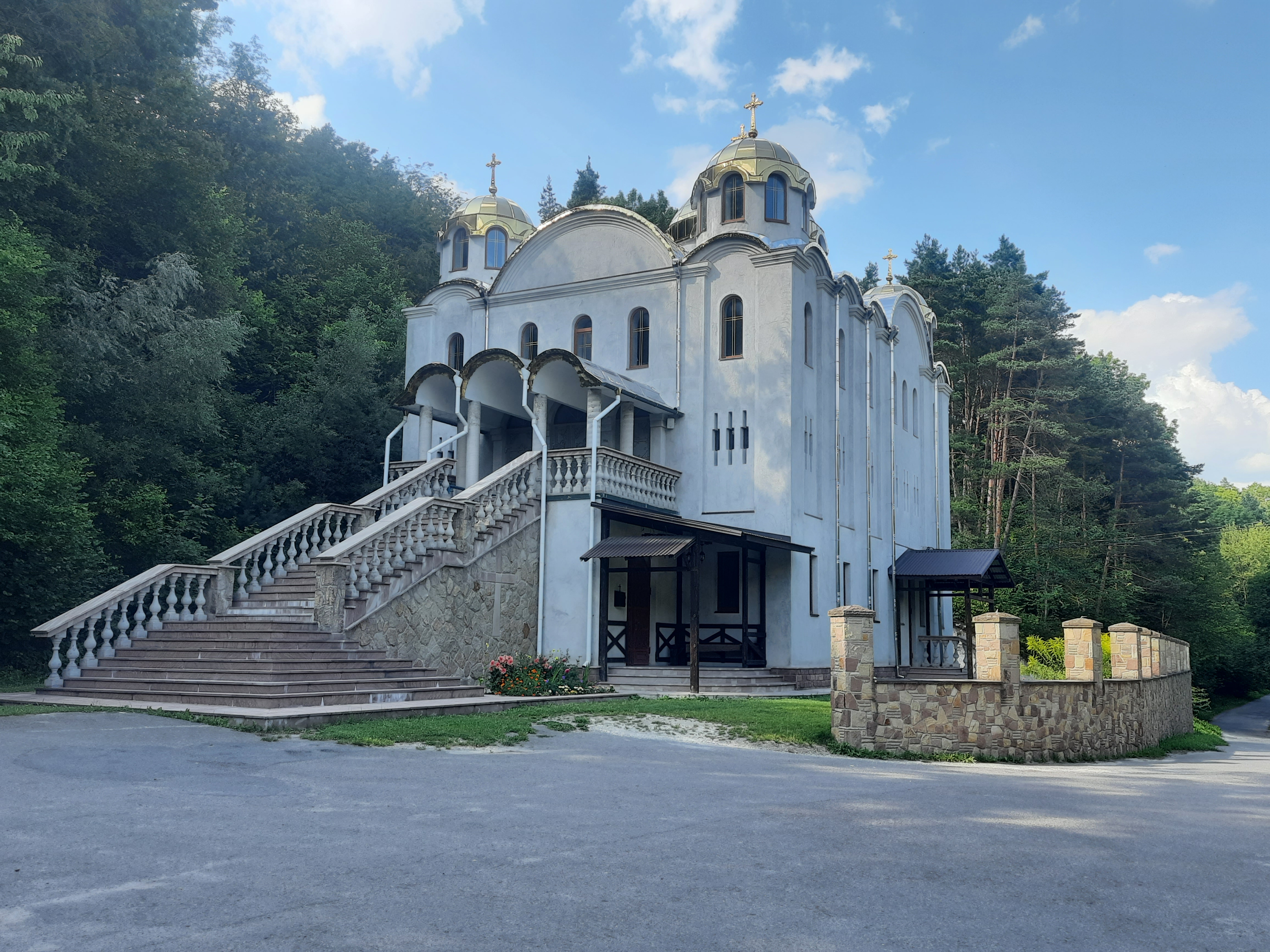
Церква Святої Софії
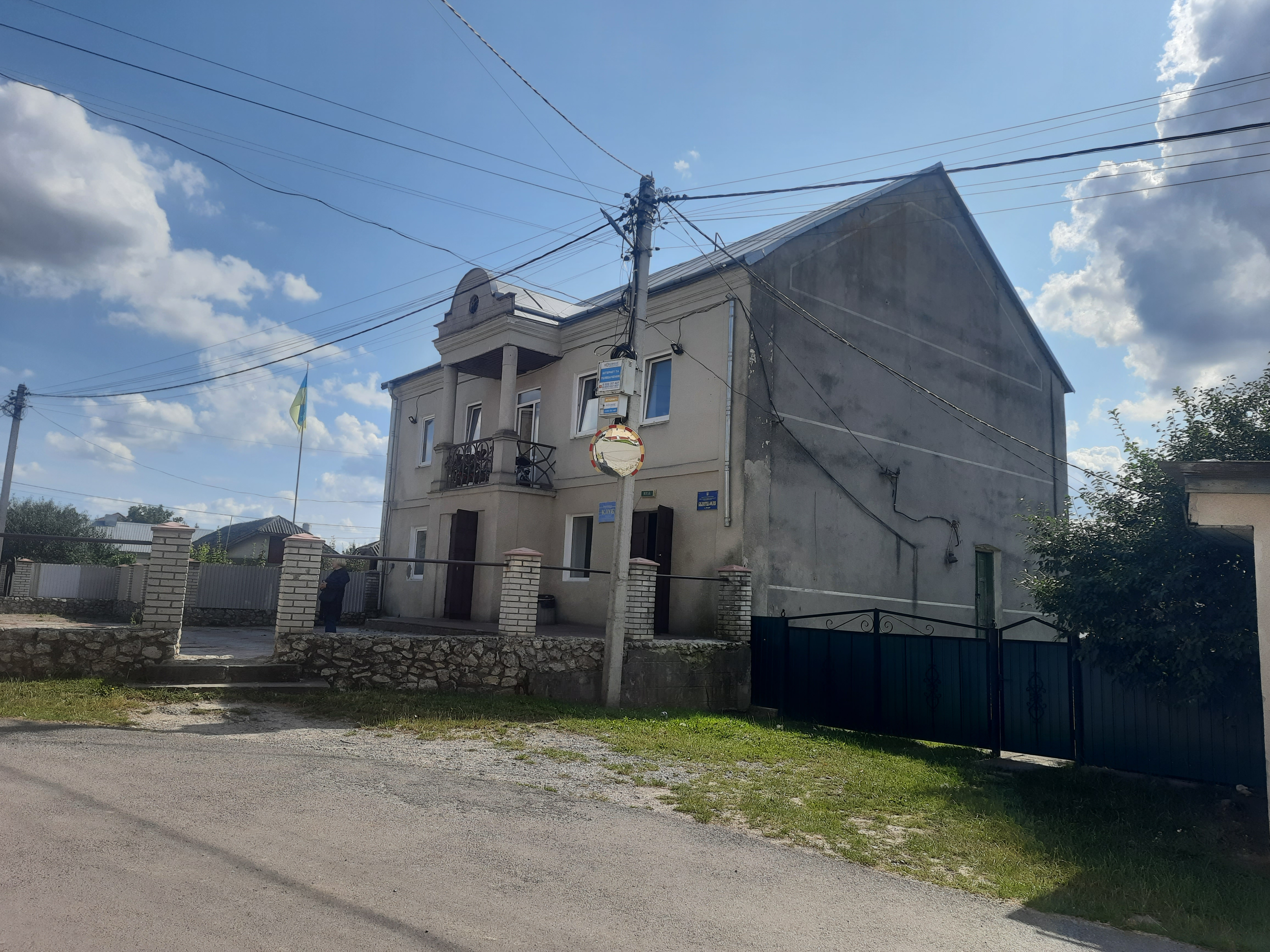
Будинок культури
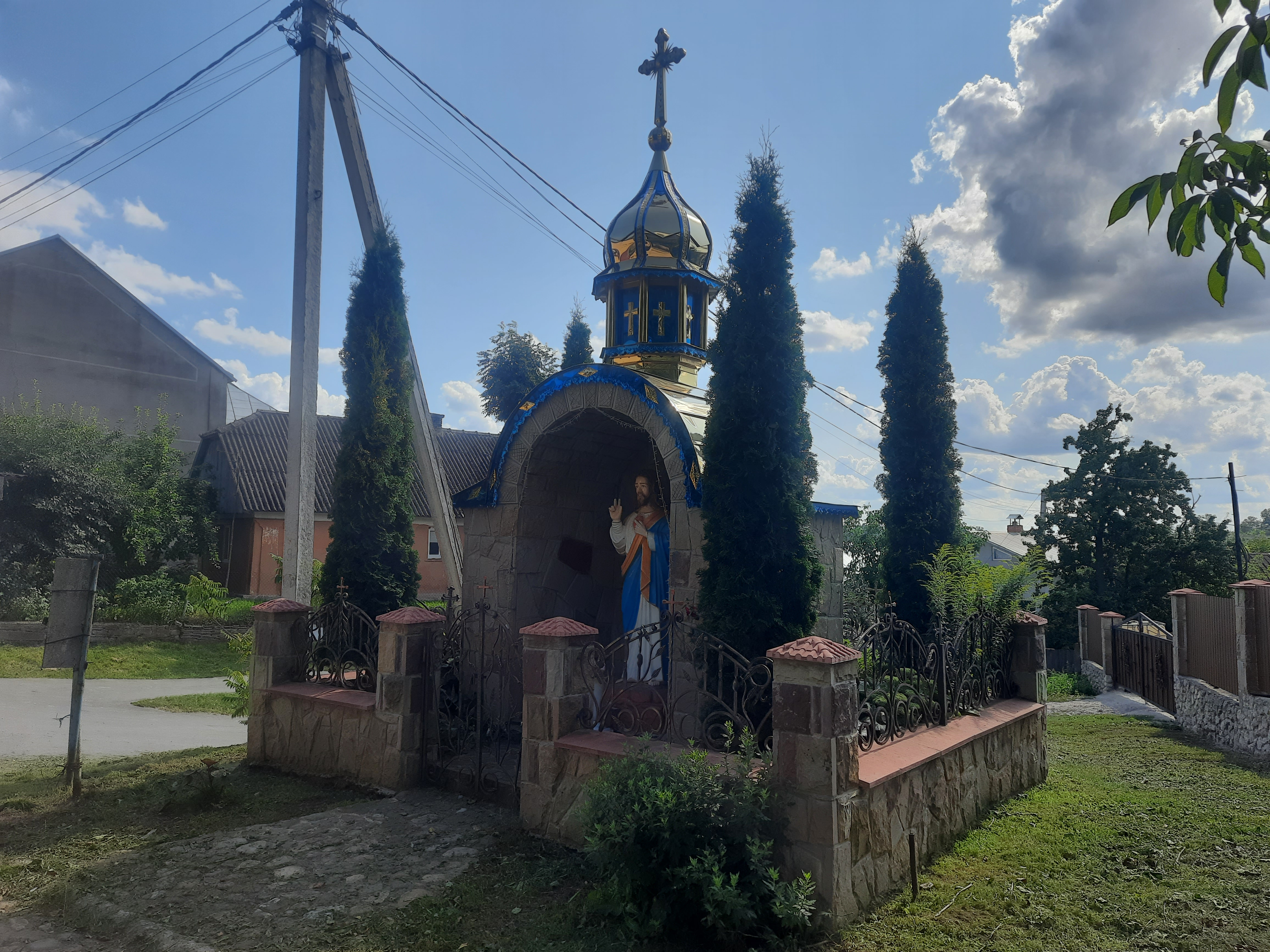
Капличка
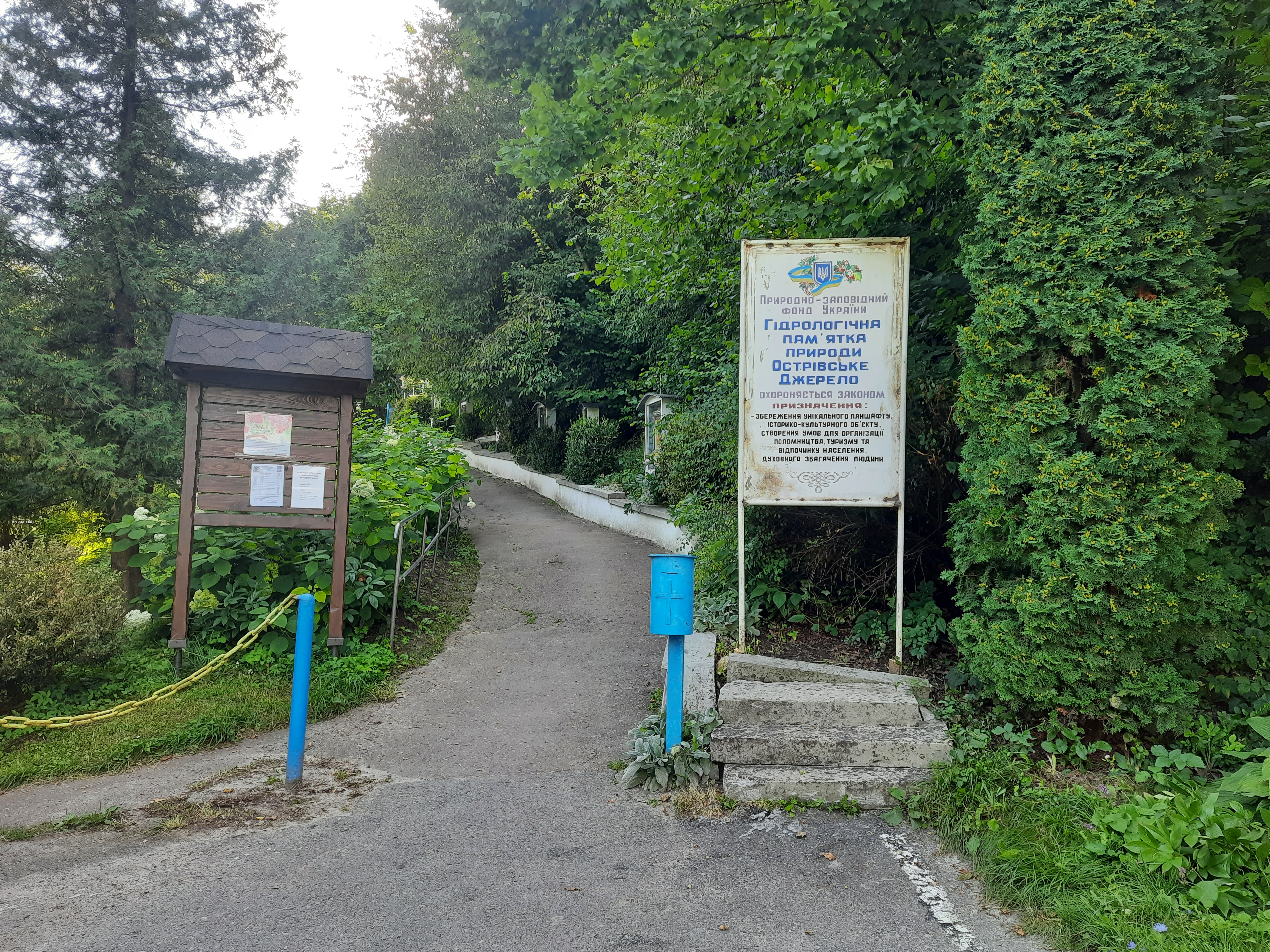
Цілюще джерело
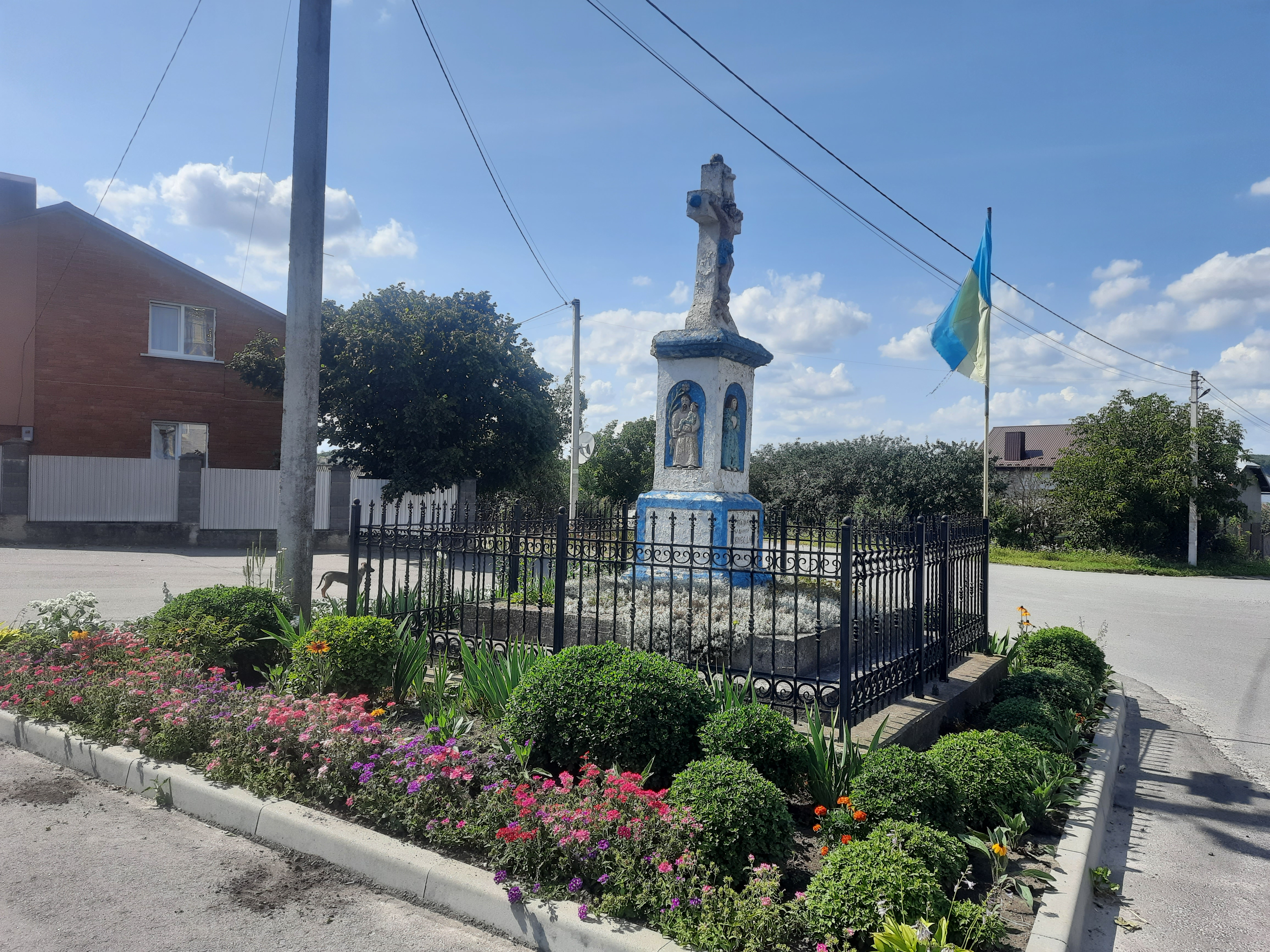
Пам'ятний хрест з нагоди скасування панщини.
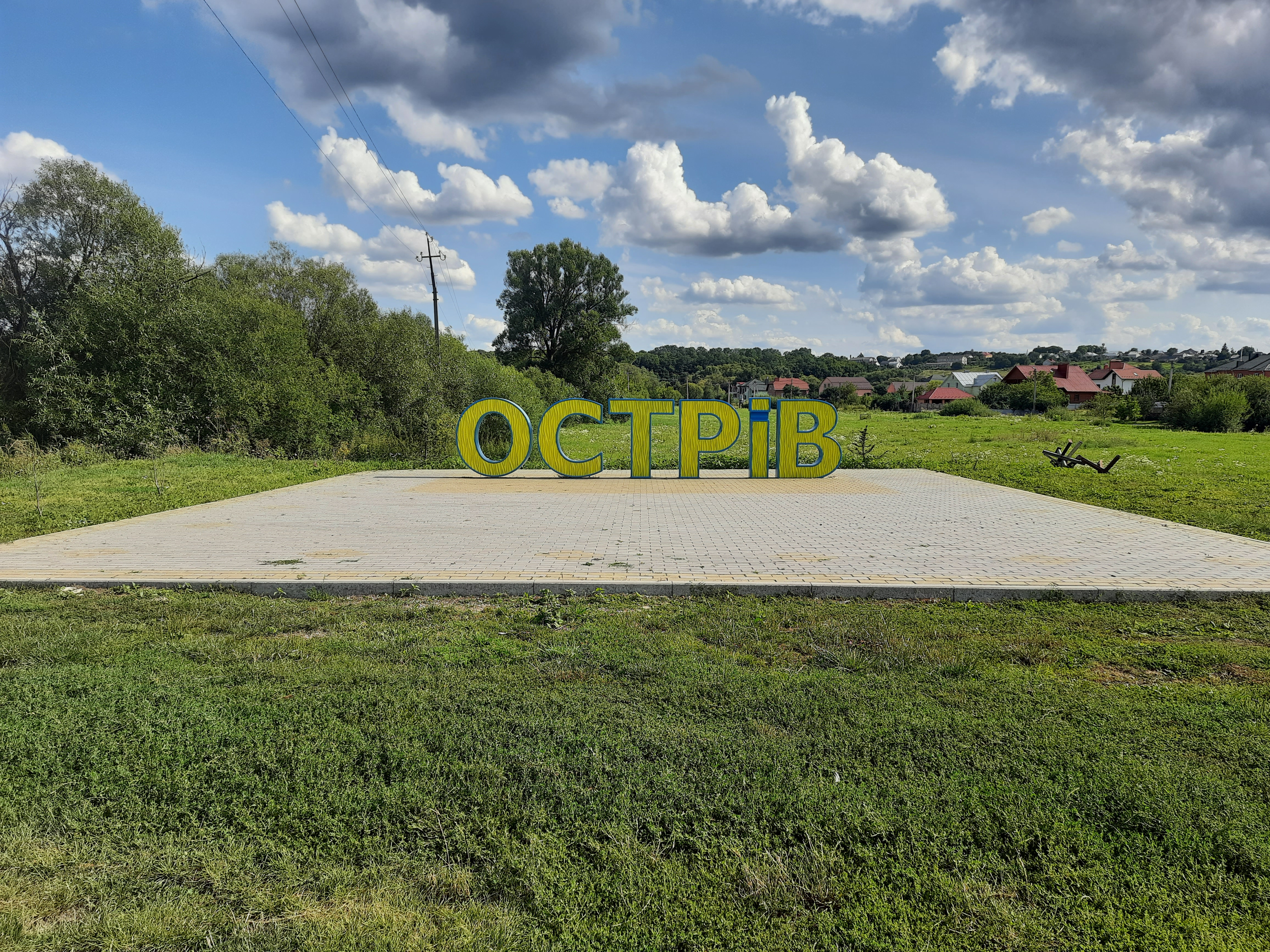
Майданчик для проведення масових заходів
Особняк в Острові
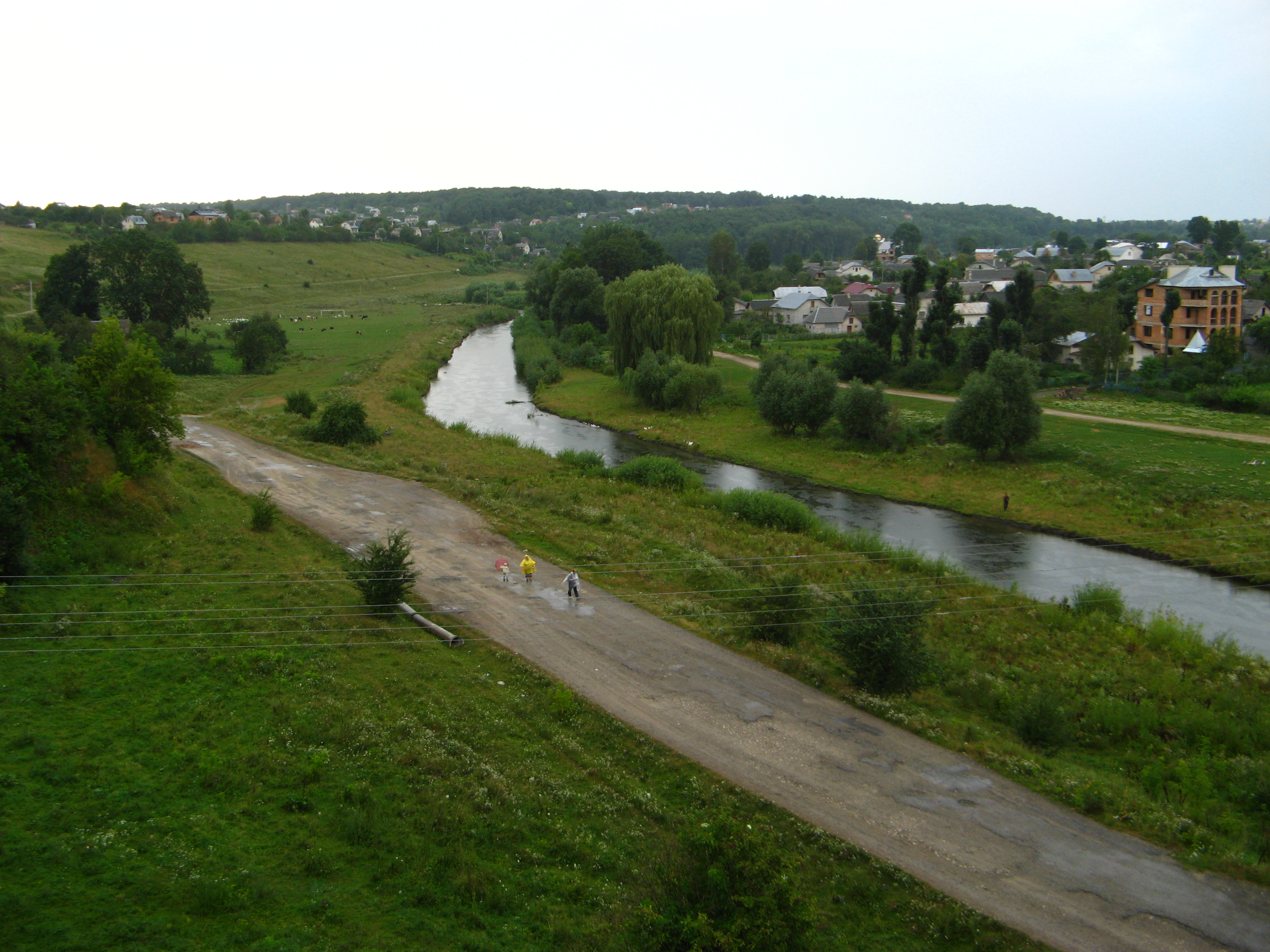
Річка Серет в Острові (Вигляд із села Буцнів)
Сільський будинок
Панорама Острова. На задньому плані Велика Березовиця і Тернопіль
Залізничний міст в Острові
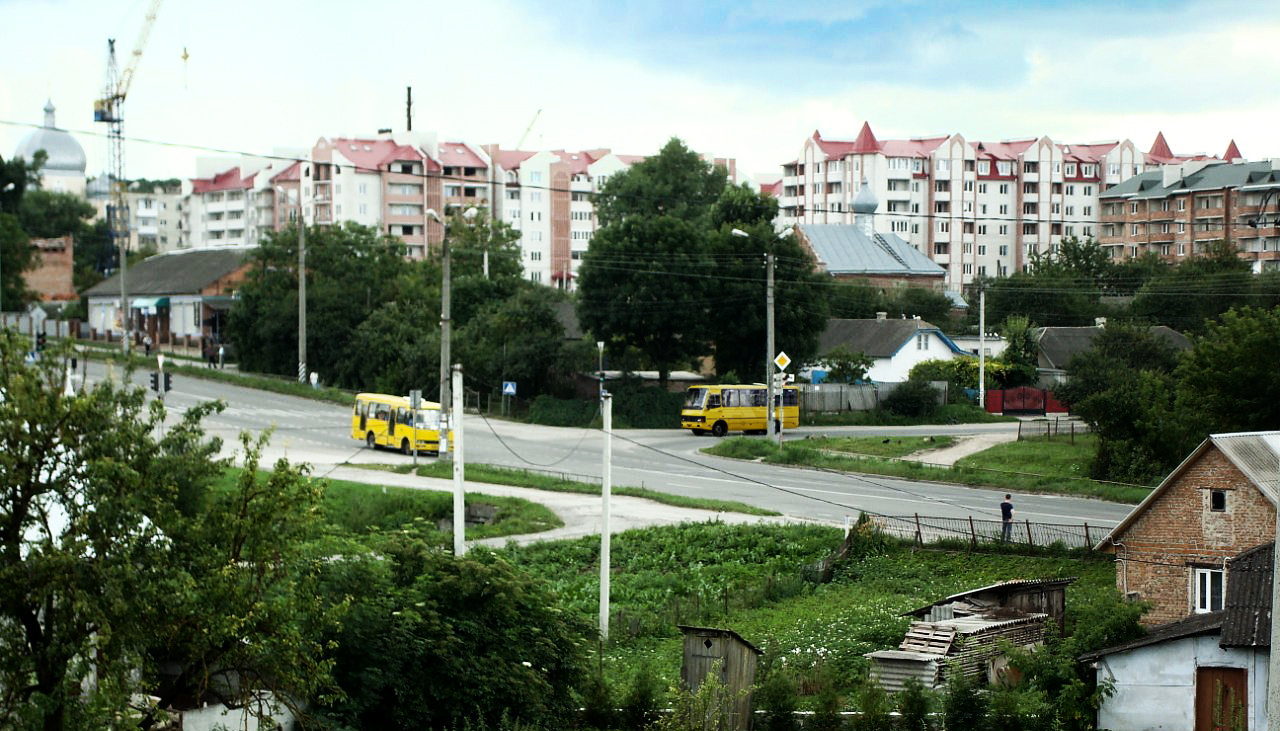
Поворот праворуч — на Острів (у смт Велика Березовиця)
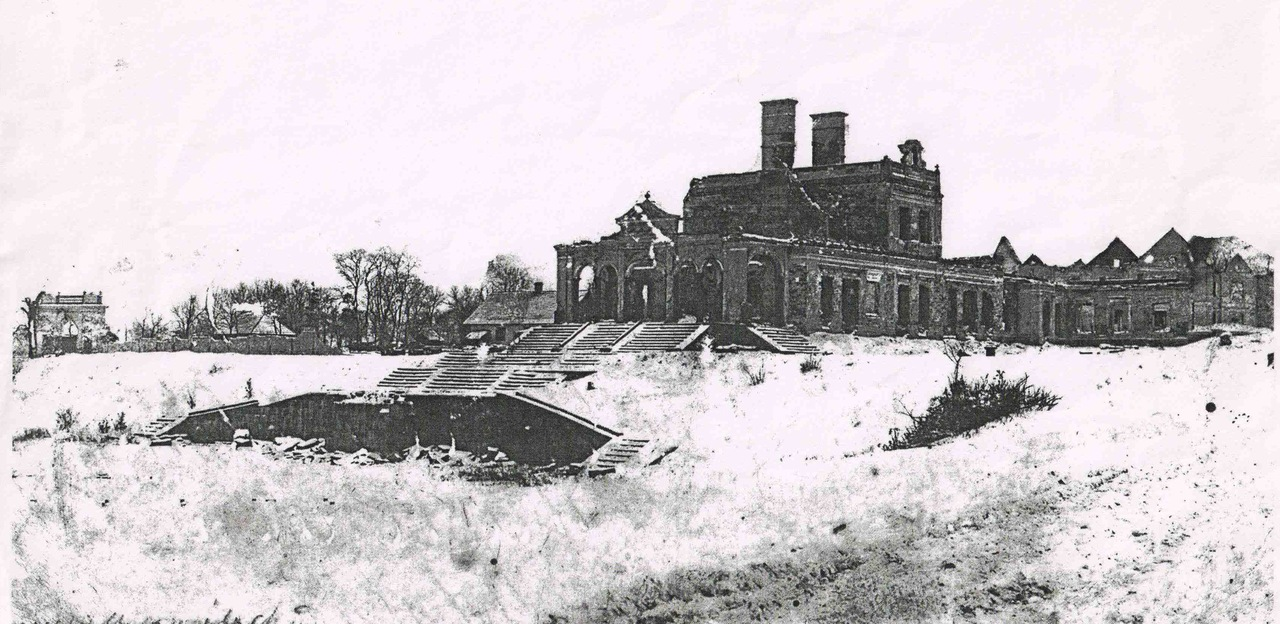
Колишній палац родини Баворських
Залізнична станція